# Tours Mercuriales
De Tours Mercuriales zijn twee wolkenkrabbers in Bagnolet in het departement Seine-Saint-Denis.
De twee torens, gebouwd in 1975 door SAEP, een Eiffage Holding, zijn gelegen aan de rand van de ringweg van Parijs nabij de Porte de Bagnolet in een vierhoek gescheiden van de straten van Jean-Jaurès, Adélaïde-Lahaye, Sadi-Carnot en Avenue Gambetta is omsingeld. Ze heten Tour Levant (in het oosten) en Tour Ponant (in het westen).
Deze torens maakten deel uit van een groot zakelijk districtsproject in het oosten van Parijs dat tot doel had de wijk La Défense in het westen af te vlakken.
De architectuur van de torens is geïnspireerd op die van de twin towers van het World Trade Center in New York.